# الکتون (کنتاکی)
الکتون (به انگلیسی: Elkton) شهری در ایالت کنتاکی کشور ایالات متحده آمریکا است که جمعیت آن در سرشماری سال ۲۰۱۰ میلادی، ۲٬۰۶۲ نفر بوده‌است.